# لین ۴۷۷۰
سیارک ۴۷۷۰ (به انگلیسی: 4770 Lane، نامگذاری:1989PC) چهار هزار و هفتصد و هفتادمین سیارک کشف شده‌است که در ۹ اوت ۱۹۸۹ کشف شد.
قدر مطلق سیارک برابر ۱۲٫۲۰ است.